# Willy Grill
Willy Grill, auch Willi Grill (* 25. August 1883 in Hamburg; † 11. Mai 1957 ebenda), war ein deutscher Bühnenschauspieler mit einigen wenigen Ausflügen zum Film.

## Leben und Wirken

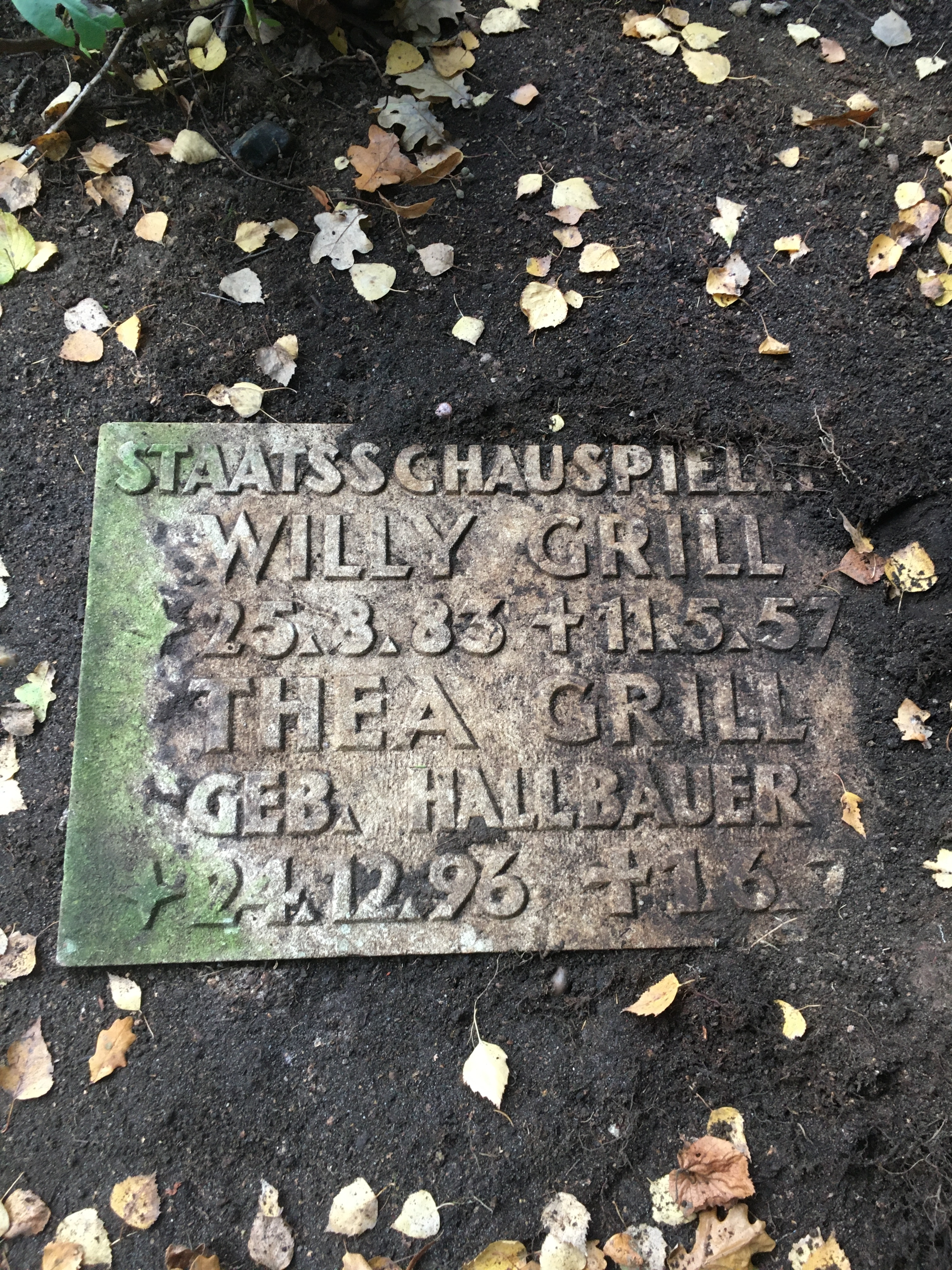
Grabstätte auf dem Friedhof Ohlsdorf

Grill hatte seine Bühnenlaufbahn zu Beginn des 20. Jahrhunderts begonnen und blieb nahezu sein gesamtes Leben – ausgenommen ein Abstecher an das Deutsche Theater in London – den beiden zentralen Spielstätten seiner Vaterstadt treu. Man sah ihn am Thalia-Theater, wo er bereits 1932 Ehrenmitglied wurde, und am Deutschen Schauspielhaus. Er galt, wie man in seinem Nachruf im Deutschen Bühnen-Jahrbuch 1958 lesen konnte, als „Meister der kleinen Rolle“. Als Edelcharge wirkte er, wie es dort hieß, „unaufdringlich und doch ganz profiliert und geschlossen. Willy Grills überzeugende Darstellung lag in seinem unerhörten Gestaltungswillen, im besonderen Klang seines Organs und in der Kraft seiner Gebärde, womit er klar umrissene Gestalten in eindrucksvoller Linie schuf“.
Zu Grills bekanntesten Rollen zählen der Wirt in Minna von Barnhelm, der Schlehwein in Viel Lärm um nichts, der Hausierer in Das nackte Leben, der Siebenhaar in Fuhrmann Henschel, der Pförtner in Macbeth und der Stationsvorsteher in Der Besuch der alten Dame, seine letzte Bühnenrolle. Auch Grills wenige Auftritte vor der Kamera, vor allem in den frühen 1930er Jahre, kamen nicht über das Chargenformat hinaus. Seine letzten Lebensjahre waren von Krankheiten geprägt.
Willy Grill wurde auf dem Friedhof Ohlsdorf beigesetzt. Die inzwischen verwaiste Grabstätte liegt im Planquadrat AA 19 östlich des Nordteichs.

## Filmografie
- 1931: Ronny
- 1932: Mädchen zum Heiraten
- 1934: Prinzessin Turandot
- 1953: Käpt’n Bay-Bay